# Masso Gastaldi
Il Masso Gastaldi (o Roc di Pianezza oppure, in piemontese, Pera Mòra) è un masso erratico situato nel Comune di Pianezza (TO, Italia), intitolato al geologo Bartolomeo Gastaldi che gli dedicò alcuni studi pionieristici sulla geomorfologia glaciale.

## Descrizione

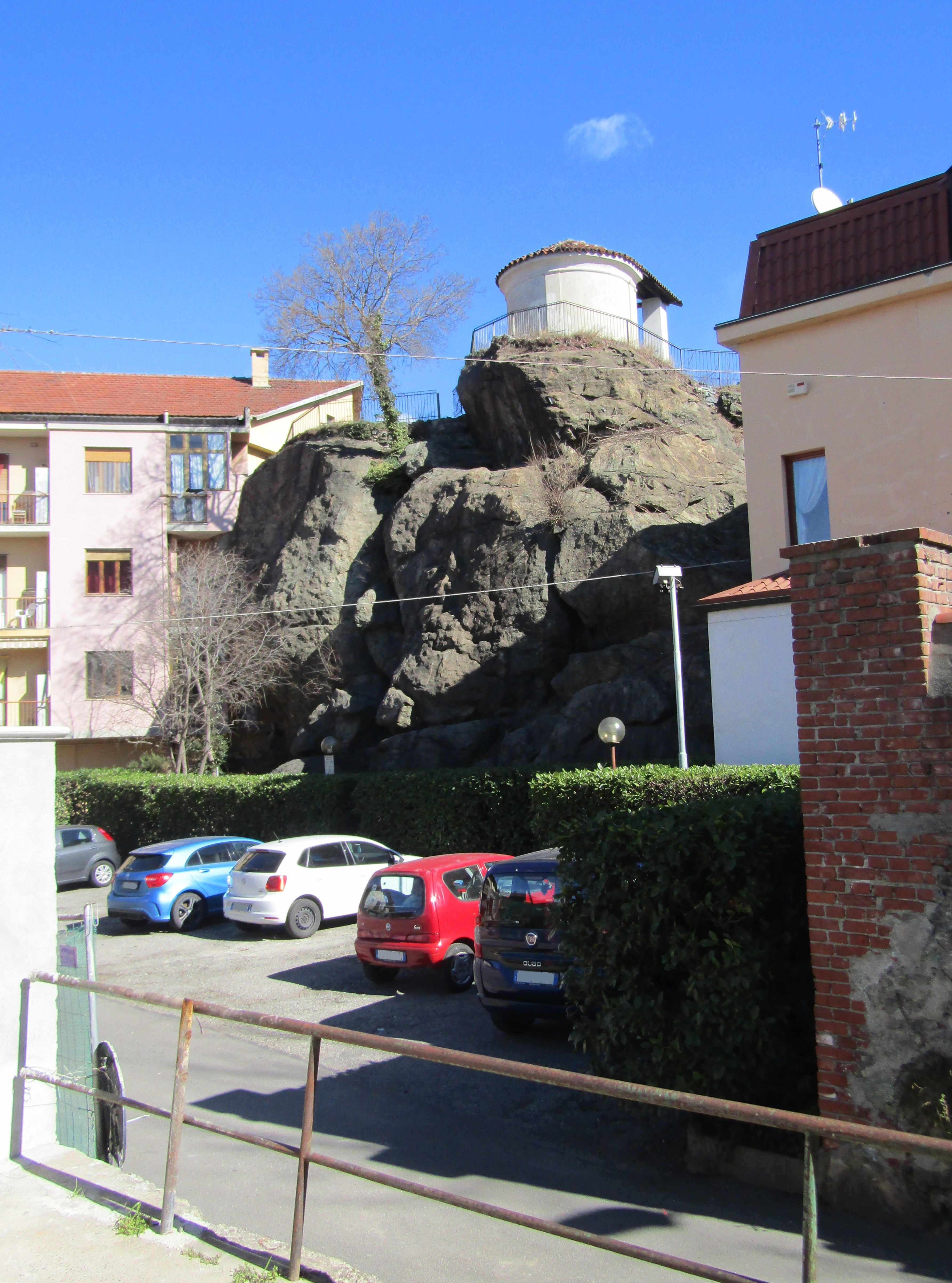
Il masso visto da sud-ovest

Si tratta di un grande masso alto 14 metri, largo 16 metri e lungo 26 metri, di circa 2.000 metri cubi di volume.
 È collocato a breve distanza dal centro storico di Pianezza, in Via Masso Gastaldi, ed è ormai incluso nell'abitato della cittadina, parzialmente inglobato da un condominio di costruzione relativamente recente che si trova addossato alla sua parete nord-occidentale.
 Sulla sua cima sorge una chiesetta dedicata all'Arcangelo Michele, mentre sulla parete sottostante alla facciata del piccolo edificio di culto si trova una lapide dedicata a Bartolomeo Gastaldi, dedicatagli dal Club Alpino Italiano nel 1884.

## Geologia

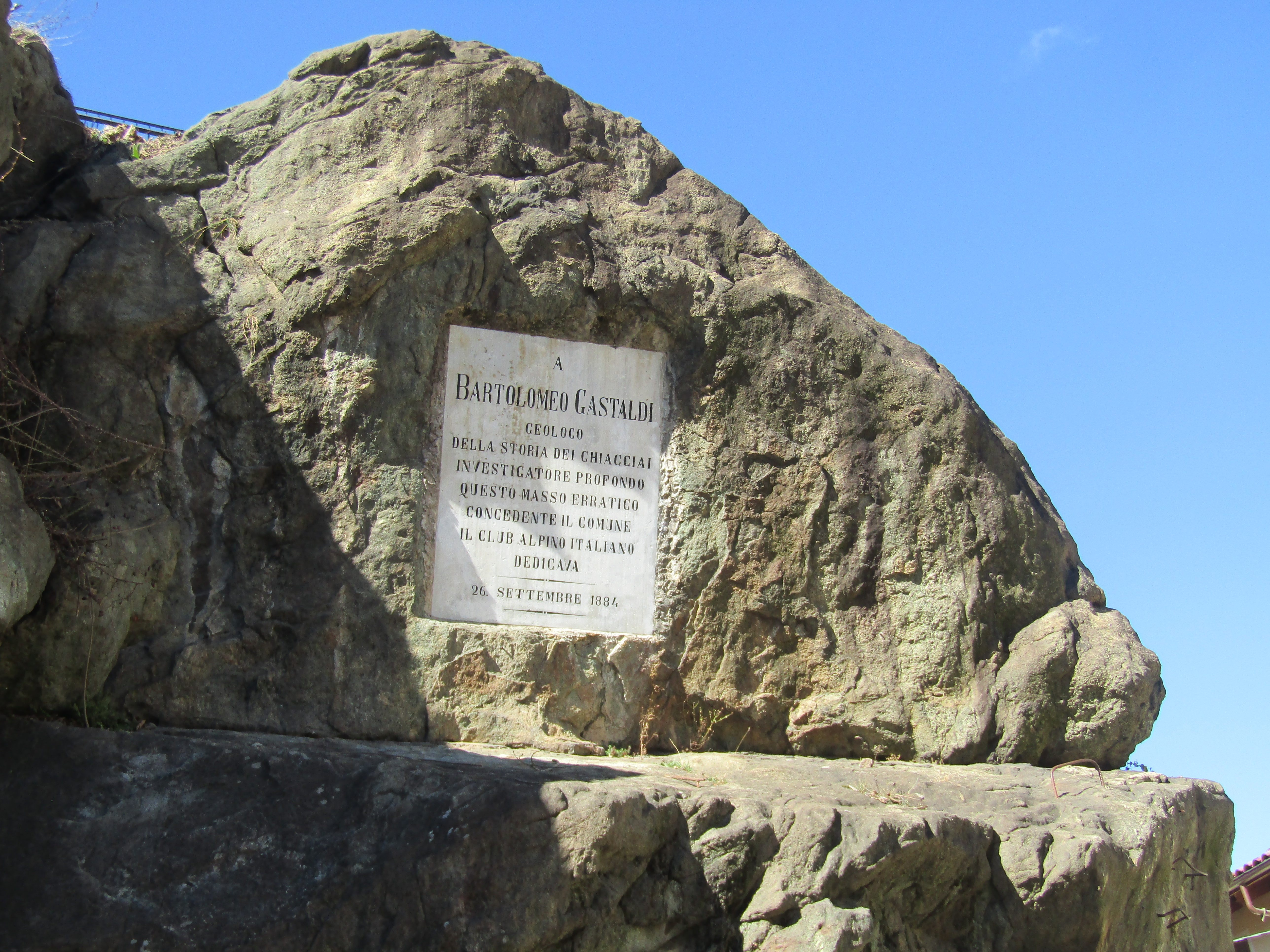
La lapide in memoria di Bartolomeo Gastaldi

Il Masso Gastaldi fa parte del complesso dell'Anfiteatro morenico di Rivoli-Avigliana.  Durante la glaciazione Mindel venne trasportato nel luogo dove attualmente si trova dal grande ghiacciaio che percorreva la Valle di Susa, sul quale era caduto a seguito di una frana. Il masso fu oggetto a metà del XIX secolo di una disputa scientifica tra Angelo Sismonda, che lo considerava un inselberg collegato, al di sotto dello strato di sedimenti della pianura padana, con il Monte Musinè, e Bartolomeo Gastaldi, che ne sosteneva invece l'origine glaciale. Questa seconda ipotesi fu dimostrata da Gastaldi con l'osservazione che, a breve distanza dal masso, esistevano alcuni pozzi di notevole profondità, scavati completamente nel sedimento, e che ciò escludeva l'esistenza di una continuità del substrato roccioso tra la catena alpina e il masso.

## Storia

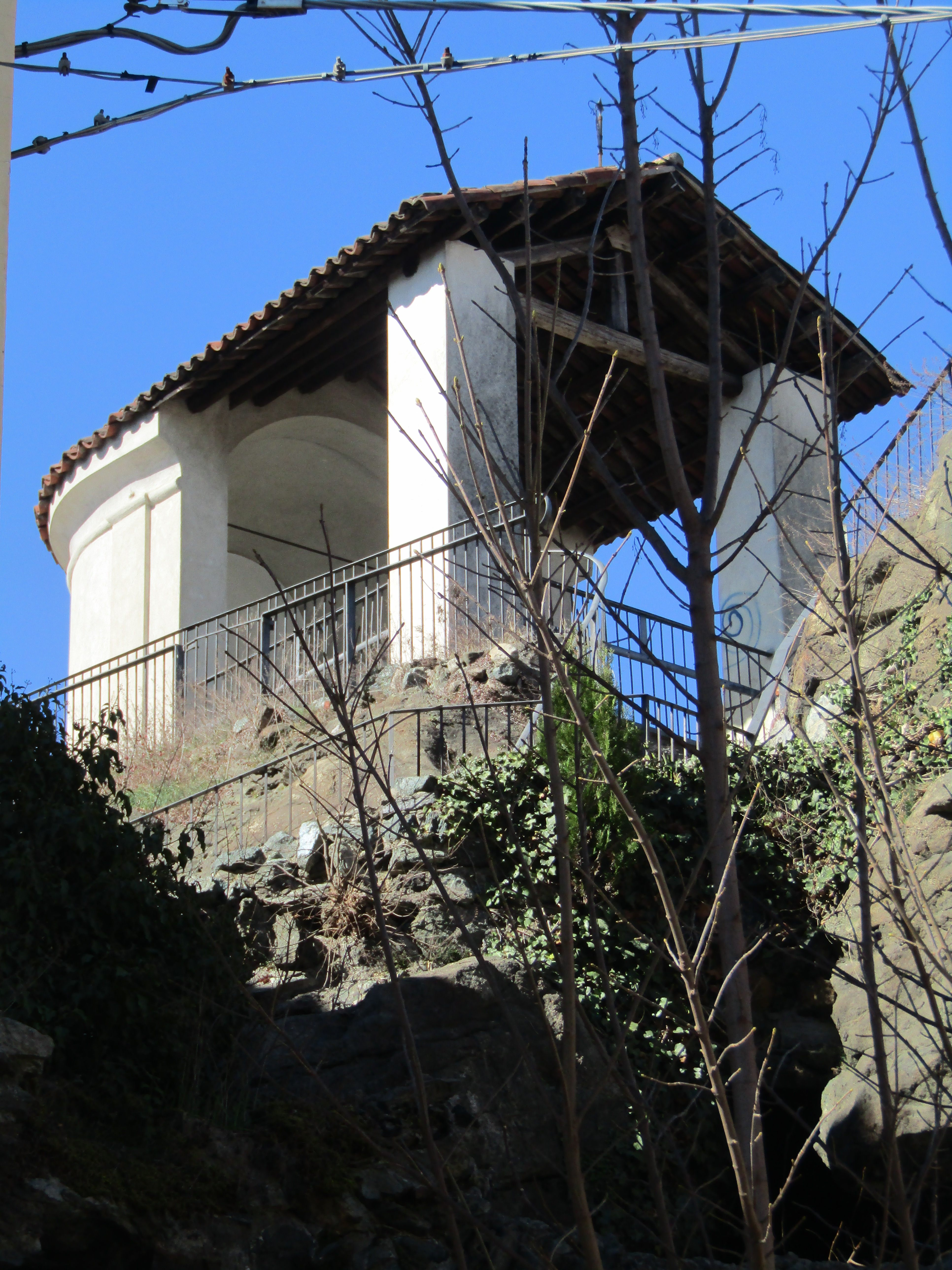
La chiesetta di San Michele

Il masso in epoca pre-cristiana fu presumibilmente sede di culti pagani. Il luogo venne in seguito cristianizzato, anche visivamente, con l'erezione di una cappella dedicata all'Arcangelo Michele sulla sua cima. L'antica chiesetta con gli anni andò in rovina e venne ricostruita nella forma attuale di tempietto non consacrato, raggiungibile grazie ad una scalinata scavata nella pietra.
Durante la seconda guerra mondiale sotto il masso venne costruito un rifugio antiaereo, al quale si accede con un passaggio scavato sull'angolo sud-est del roccione.
 Dopo un lungo periodo di chiusura nel 2016 il rifugio è stato riaperto e reso visitabile per iniziativa del Comune di Pianezza e della locale sezione del CAI.

## Utilizzo
Il masso viene utilizzato, nelle sue parti più ripide, come palestra di roccia, e vi sono presenti alcuni spit. In passato vi fu allestito un piccolo giardino roccioso, del quale rimangono oggi alcune specie vegetali rupicole di un certo interesse botanico.
Per accedere alla cima ci si può rivolgere alla Sezione CAI di Pianezza.